# اریحا (سوریه)
اریحا (عربی: أریحا) یکی از شهرهای سوریه واقع در منطقه اریحا در استان ادلب است که غیر از شهر اریحا دو منطقه دیگر به نام‌های احسم و محمبل دارد. این شهر ۳۹٬۵۰۱ نفر جمعیت دارد و ۶۸۰ متر بالاتر از سطح دریا واقع شده‌است.

## جنگ داخلی سوریه
در طول جنگ داخلی سوریه، اریحا صحنه درگیری بین نیروهای دولتی و شورشی بود. ارتش آزاد سوریه با وجود توانایی وسیع دولت برای تهاجم گسترده، یک سری از حملات دولت را بین مارس و ژوئن ۲۰۱۲ دفع کرد. این شهر در ۱۱ اوت ۲۰۱۲ توسط دولت سوریه پس گرفته شد.
در اواخر ژوئیه ۲۰۱۳، شورشیان بخش‌هایی از اریحا را به کنترل خود درآوردند. در حالی که نیروهای دولتی سه پاسگاه را در داخل شهر مستقر کرده بودند.
در ۲۵ مه ۲۰۱۵، ائتلاف جیش‌الفتح شهر اریحا را به‌طور کامل به کنترل خود درآورد.
در ۲۱ فوریه ۲۰۱۸، جبهه تحریر سوریه اریحا را از تحریر الشام پس گرفت.